# Sant'Andrea della Valle
Bazilika Sant'Andrea della Valle (latinsky Titulus Sancti Andreae Apostoli de Valle, česky Svatého Ondřeje V údolí) je římskokatolický farní chrám v Římě v VII. obodu Rione Sant'Eustachio. Leží naproti stejnojmennému náměstí Piazza di Sant’Andrea della Valle na třídě Corso Vittorio Emanuele II, asi 200 m jihovýchodně od náměstí Piazza Navona.  
Byla založená jako mateřský klášterní chrám řádu thetinů a je jím dosud vedená. Rozměry své kupole nad křížením a kapacitou je po Svatopetrské bazilice druhým největším chrámem v Římě a jednou z jeho dominant. 
Roku 1960 papež Jan XXIII. ustanovil tuto baziliku titulárním kostelem. Současným titulárním kardinálem je Dieudonné Nzapalainga.

## Dějiny
Chrám byl projektován podle vzoru římského jezuitského kostela  Il Gesù. Stavba byla zahájena v raném baroku a dokončena až v pozdním baroku. Stavbu financovala mimo jiné nadace rodiny  Piccolominiů. První finanční závazek učinil kardinál Alfonso Gesualdo v roce 1588.  V letech 1586 až 1591 začali stavbu realizovat Giacomo della Porta a  Francesco Grimaldi. Práce na založení a výstavbě prvních dvou polí lodi s přidruženými bočními kaplemi byly dokončeny v roce  1599. Kvůli finančním problémům řádu a smrti kardinála-mecenáše byly práce v letech 1599 až 1608 přerušeny. Od tohoto roku daroval prostředky na další práce Alessandro Peretti. Jeho tehdejší stavitel  Carlo Maderno vedl stavební práce až do dokončení stavby v roce 1622. Pravděpodobně změnil původní delly Portovy plány. Průčelí dokončil Carlo Rainaldi až v letech 1656 nebo 1662−1665/66 podle změněných Madernových plánů.
Kostel je trojlodní bazilikou, podle schématu Il Gesú má širokou hlavní loď a kaple jsou pouze výklenkové, přístupné z lodi.

## Interiér
Kostel je obdivován především pro svou malířskou výzdobu. 
- Velká kupole:

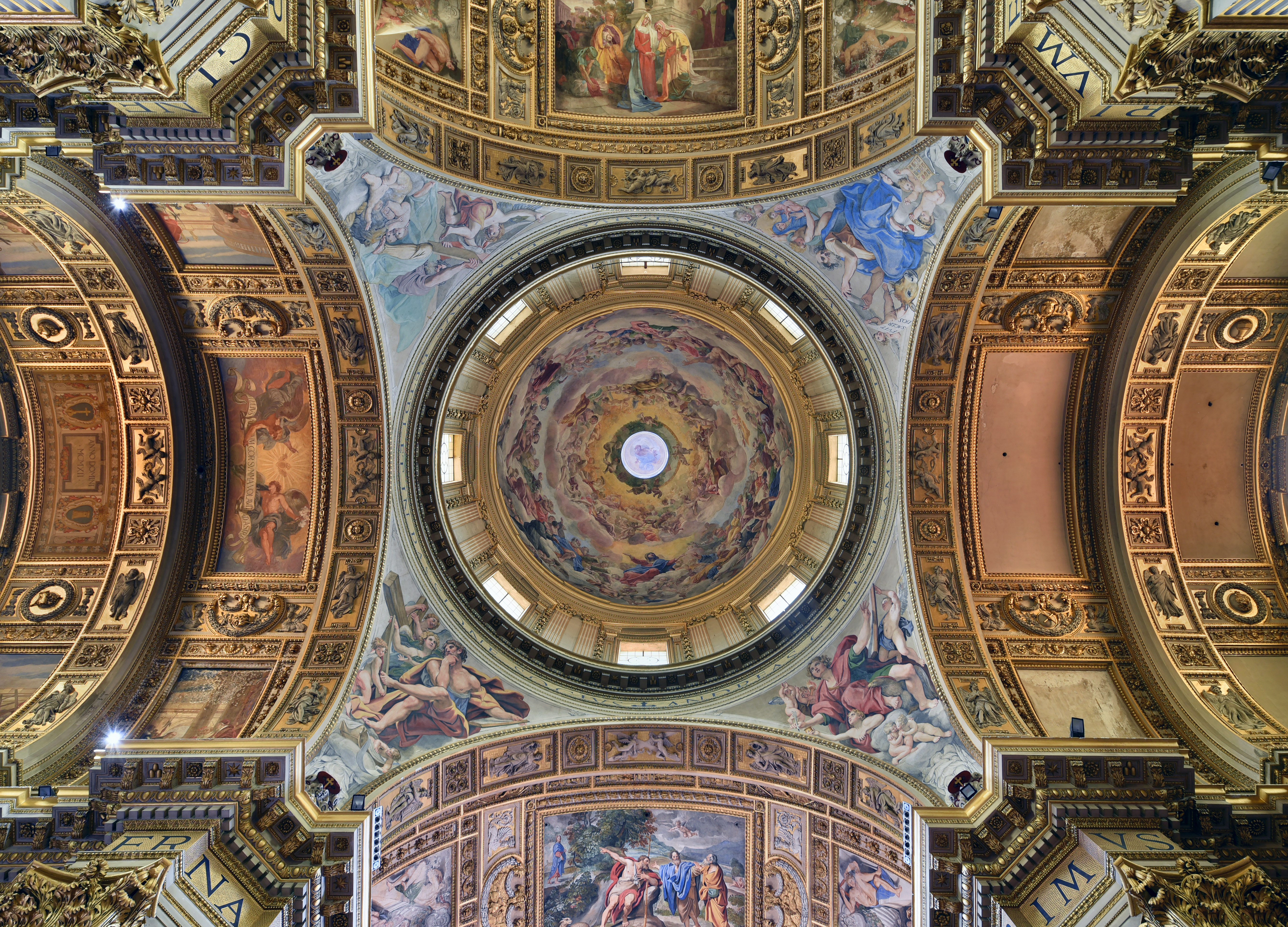
Kupole

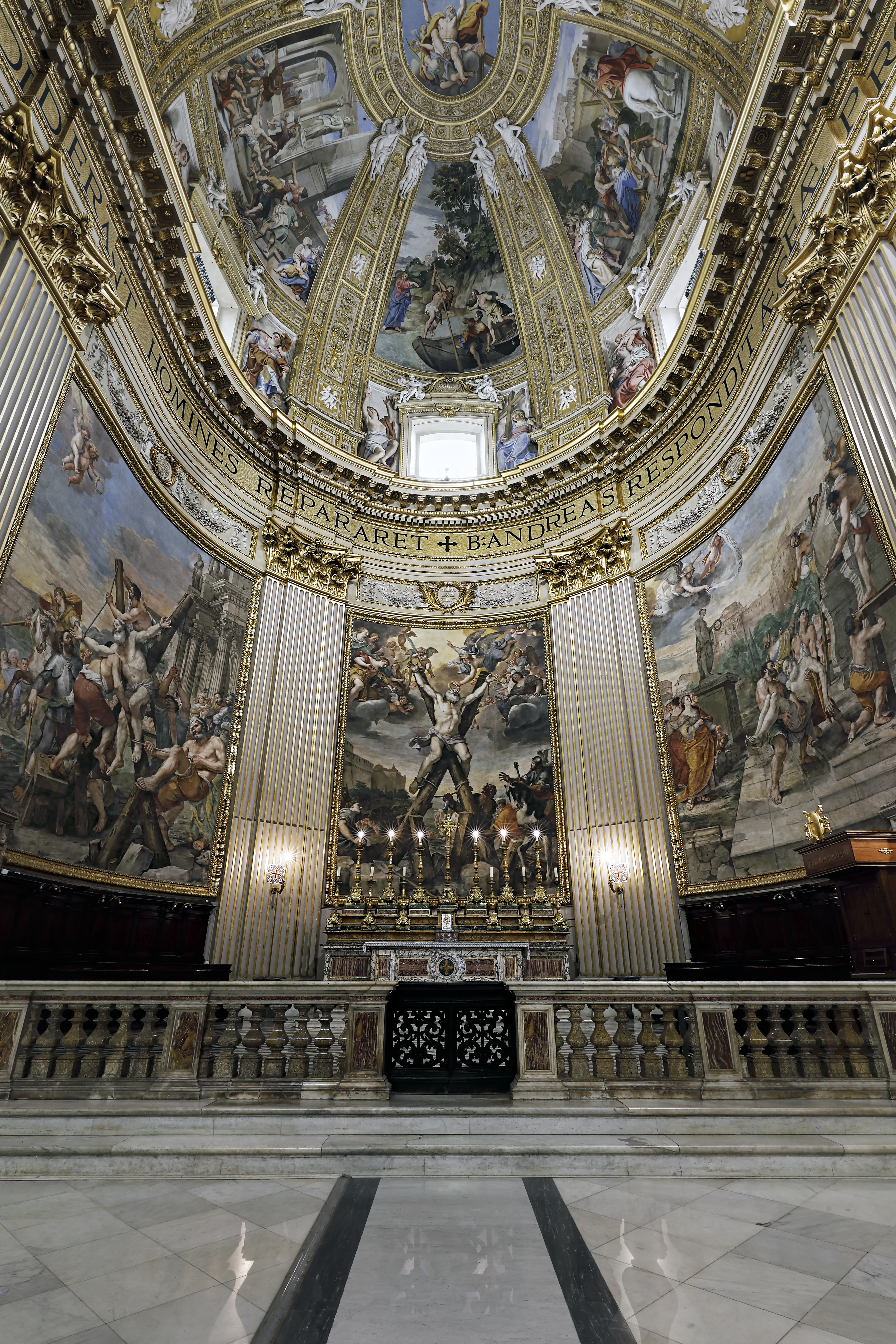
Závěr s Domenichinovými freskami z legendy o Umučení sv. Ondřeje

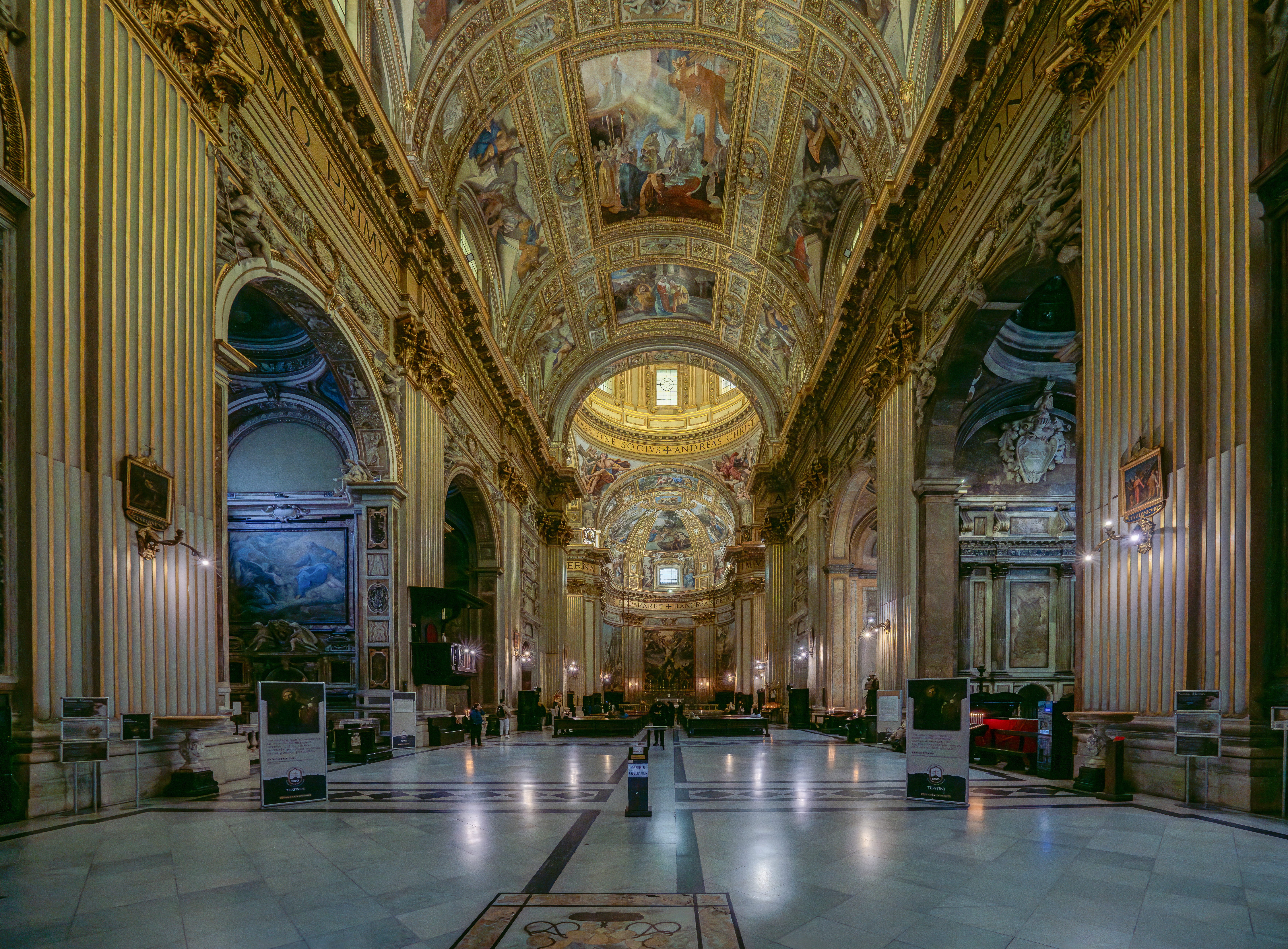
Loď v pohledu k hlavnímu oltáři

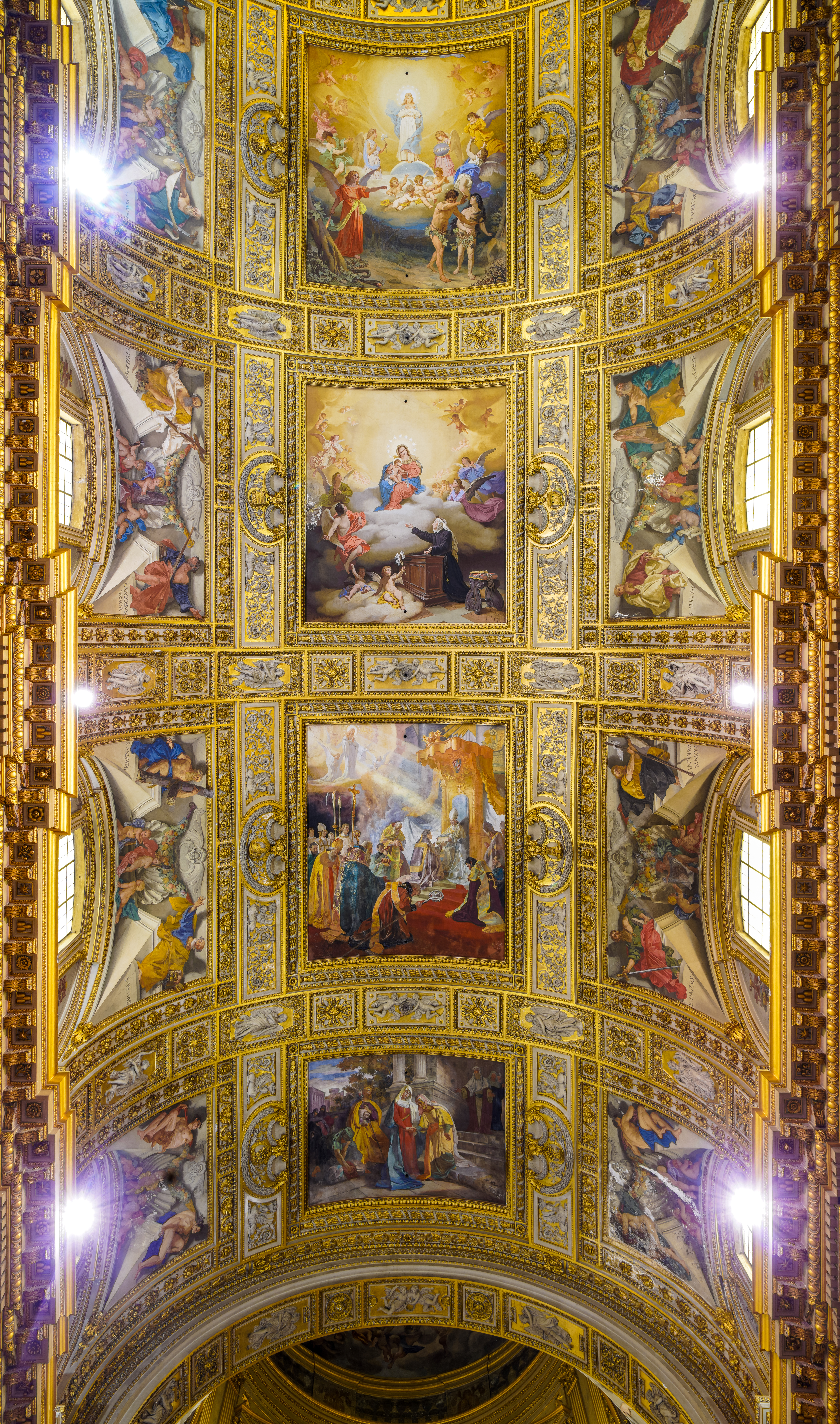
Cyklus staro- a novozákonních fresek na klenbě lodi

Giovanni Lanfranco (1621 až 1625) "Oslava ráje", ve čtyřech cviklech jejího tambúru Domenichino vymaloval čtyři evangelisty při práci na evangeliích (1624 až 1628), styl je příbuzný Correggiovi.
- Apsida ve tvaru půlválce, Domenichino a Mattia Preti (dokončil v letech 1650-1651): v polokruhu následují zleva doprava scény:

Povolání sv. Petra a sv. Ondřeje, Přibíjení na kříž, Ukřižování sv. Ondřeje, Přijetí sv. Ondřeje do nebe a jeho pohřeb, Přenesení relikviářové truhličky s Ondřejovou lebkou a její předání knězi. 
- Valená klenba lodi: cyklus párových námětů fresek ze Starého a Nového zákona
- kaple Ginetti (Lancelotti):  architektura Carlo Fontana (1670), Antonio Raggi: mramorový reliéf anděla, jak vyzývá Svatou rodinu k útěku do Egypta. Kaple byla dějištěm prvního jednání opery Giacoma Pucciniho Tosca.
- Kaple Strozzi: bronzová kopie Michelangelovy římské piety z baziliky svatého Petra.
- Kaple Barberini: arch. Matteo Castelli pro pozdějšího barberinského papeže Urbana VIII., styl přechodu od pozdního manýrismu k baroku, dvě sochy vytvořil otec Gianlorenza Berniniho, Pietro Bernini: Svatý Jan Křtitel (1612 až 1616)  a dvojice putti (kolem roku 1617).

Další sochy: Jan Evangelista od Ambrogia Buonvicina, Poprava sv. Marie Magdalény od Cristofora Stati, svatá Marta od Francesca Mochiho.
- Křestní kaple: monumentální bronzové sousoší Kristova křtu z 19. století

## Hrobky
- Hrobky dvou papežů rodu Piccolomini jsou na konci hlavní lodi, vpravo papeže Pia III., kterou v roce 1503 vytvořil Andrea Ferrucci, vlevo Pia II., který zemřel v roce 1464, od anonyma, zvaného Mistr Pia II.,  Šest obrazů personifikovaných ctností Pia II.  je  nad hrobem společně s erbem Pia II. Hrobky sem  byly v roce 1614 přeneseny z baziliky svatého Petra.
- svatý Giuseppe Maria Tomasi († 1713) -  theatin, kardinál a světec římskokatolické církve, z původního hrobu v titulárním kostele Santi Silvestro e Martino ai Monti byly ostatky přeneseny v roce 1971.
- Další hrobky představitelů římské nobilty.

## Titulární kardinálové
- Luigi Traglia (1960-1968)
- Joseph Höffner (1969-1987)
- Giovanni Canestri (1988-2015)
- Dieudonné Nzapalainga (od 2016)